# Warriors Orochi 2
Warriors Orochi 2, in Giappone Musō Orochi: Maō sairin (無双OROCHI魔王再臨?), è un videogioco pubblicato nel 2008 dalla Koei ed Omega Force per Sony PlayStation 2. È il sequel di Warriors Orochi, un crossover fra i videogiochi Dynasty Warriors e Samurai Warriors. Il videogioco è stato pubblicato il 23 settembre in America del Nord ed il 19 settembre in Europa. Ua versione per Xbox 360 è stata commercializzata il 4 settembre 2008 in Giappone, ed insieme alla versione per PlayStation 2 in America del Nord ed Europa. Una versione per PlayStation Portable è stata pubblicata in Giappone, America del Nord ed Europa.

## Trama
Il gioco inizia con la sconfitta di Orochi alla fine del primo gioco, la nuova terra composta dai guerrieri dell'era dei Tre Regni della Cina e del periodo degli Stati Combattenti del Giappone hanno trovato la pace. Tuttavia, non era destinata a durare. Gli ex ufficiali dell'esercito Orochi si sono staccati e hanno formato i propri eserciti, mentre quelli non affiliati a Orochi hanno iniziato a creare i propri eserciti. Nel frattempo, dietro le quinte è in atto un piano malvagio per far rinascere il più grande male che il mondo abbia mai conosciuto: Orochi stesso.
Questa storia è un prequel del primo gioco, che mostra come Da Ji riesce a liberare Orochi dal mondo mistico e a stravolgere l'epoca dei Tre Regni in Cina e il periodo degli Stati Combattenti in Giappone per formare un nuovo mondo dimensionale. Insieme a Dong Zhuo, iniziano la loro missione per sconfiggere tutti i guerrieri e renderli loro schiavi. Nel frattempo, un gruppo di mistici guidati da Taigong Wang, Fu Xi e Nu Wa cerca di fermare Orochi e di imprigionarlo di nuovo. Più tardi, Sakon Shima sta andando a trovare Shingen Takeda quando vede i Turbanti Gialli (guidati da Zhang Jiao) attaccati da Dong Zhuo. Rendendosi conto della minaccia causata dalla fame dei signori della guerra, inizia a formare le sue forze invitando i tre daimyō Shingen Takeda, Nobunaga Oda e Kenshin Uesugi. Incontra anche un mistico di nome Fu Xi, che gli dice che l'esercito di Orochi sta progettando qualcosa. Nel frattempo, Liu Bei è preoccupato per la crescente minaccia dei suoi nemici che lottano per il potere sul mondo dimensionale dopo la sconfitta di Orochi. Ben presto forma un'alleanza con diversi alleati, come Ieyasu Tokugawa, Yoshimoto Imagawa e Sun Shang Xiang, per difendere Shu dal crollo. A loro si unisce presto un misterioso mistico di nome Taigong Wang. Cercando di catturare Da Ji (fuggito dopo la morte di Orochi), chiede a Shu la loro assistenza. Cao Cao inizia a riformare le sue forze quando vede che l'esercito di Orochi ha iniziato a crescere di forza nonostante la morte di Orochi. A lui si unisce una mistica di nome Nu Wa che, nonostante la sua assistenza per aiutare Cao Cao, si rifiuta di rispondere alle domande su tutto ciò che riguarda Da Ji o il re delle scimmie Sun Wukong, che recentemente ha guidato un esercito di “circensi”. Tuttavia, entrambi cercano di scoprire i segreti di Da Ji e Sun Wukong, che sembrano lavorare per lo stesso obiettivo. Nel frattempo, Wu vive in pace dopo la morte di Orochi. Il capo del regno, Sun Jian, non costruisce un esercito nonostante gli altri signori della guerra, come Cao Cao, ne formino uno. Tuttavia, invia alcuni dei suoi uomini come spie in previsione dei loro attacchi. Uno dei suoi ufficiali inviati, Ranmaru Mori, riferisce di aver avvistato un uomo di nome Yoshitsune Minamoto che stava combattendo contro Lu Bu. Dopo averlo salvato, chiede l'aiuto di Wu per trovare la sua nemesi Kiyomori Taira, che in realtà ha un piano segreto in corso.

## Accoglienza
| Testata         | Versione | Giudizio |
| --------------- | -------- | -------- |
| Play Generation | PS2      | 76/100   |

La rivista Play Generation diede alla versione per PlayStation 2 un punteggio di 76/100, apprezzando il fatto che il gioco trasudasse d'azione e che riusciva a raggiungere l'apice del divertimento quando veniva giocato con un amico e come contro lo stile di combattimento ripetitivo e limitato, le poche novità, rendendolo quasi una copia del precedente capitolo, finendo per trovarlo un titolo che vantava di un'azione senza freni e che riusciva a raggiungere il suo apice in coppia, anche se si rilevava piuttosto ripetitivo e con nessuna novità per la saga.